# Electronic Sports World Cup 2004
Electronic Sports World Cup 2004 odbył się w Poitiers we Francji w dniach 6 - 11 lipca 2004. Turniej po raz drugi z rzędu został rozegrany w wesołym miasteczku o nazwie Futuroscope. W finałach ESWC zagrało 400 graczy z 41 krajów. Łączna pula nagród wynosiła 210 000 dolarów.

## Gry
- Counter-Strike
- Warcraft III: The Frozen Throne
- Unreal Tournament 2004
- Quake III: Arena
- Pro Evolution Soccer 3
- Painkiller

## Medaliści
| Konkurencja           |                                            |                                       |                                      |
| Dyscypliny oficjalne: |                                            |                                       |                                      |
| Counter-Strike        | The Titans                                 | spiXel                                | Virtus.pro                           |
| Warcraft III          | Cho Dae-hui Pseudonim: FoV                 | Fredrik Johansson Pseudonim: MaDFroG  | Alborz Haidarian Pseudonim: HeMaN    |
| Pro Evolution Soccer  | Samad Baism Pseudonim: Samsam              | Marcel Waulke Pseudonim: Xside        | Chen Zhiliang                        |
| Masters Cup:          |                                            |                                       |                                      |
| Counter-Strike        | Team all4one                               | Ladies.AMD                            | eibo                                 |
| Unreal Tournament     | Maurice Engelhardt Pseudonim: BurningDeath | Christian Hoeck Pseudonim: GitzZz     | Laurens Pluijmakers Pseudonim: Lauke |
| Quake III             | Szwecja                                    | Stany Zjednoczone                     | Rosja                                |
| Painkiller            | Sander Kaasjager Pseudonim: Vo0            | Alessandro Avallone Pseudonim: Stermy | Michael Froese Pseudonim: Dr.Moerser |

## Klasyfikacja medalowa
| Lp. | Państwo           | złoto | srebro | brąz | razem | +/- ESWC 03 |
| --- | ----------------- | ----- | ------ | ---- | ----- | ----------- |
| 1.  | Dania             | 2     | 0      | 0    | 2     | +4          |
| 2.  | Niemcy            | 1     | 2      | 1    | 4     | +1          |
| 2.  | Szwecja           | 1     | 2      | 1    | 4     | -1          |
| 4.  | Holandia          | 1     | 0      | 1    | 2     | n/d         |
| 5.  | Francja           | 1     | 0      | 0    | 1     | 0           |
| 5.  | Korea Południowa  | 1     | 0      | 0    | 1     | n/d         |
| 7.  | Brazylia          | 0     | 1      | 0    | 1     | n/d         |
| 7.  | Stany Zjednoczone | 0     | 1      | 0    | 1     | -3          |
| 7.  | Włochy            | 0     | 1      | 0    | 1     | n/d         |
| 10. | Chiny             | 0     | 0      | 2    | 2     | n/d         |
| 10. | Rosja             | 0     | 0      | 2    | 2     | -8          |